# Medeyrolles
Medeyrolles település Franciaországban, Puy-de-Dôme megyében. Lakosainak száma 116 fő (2022. január 1.). Medeyrolles Saint-Jean-d’Aubrigoux, Arlanc, Beurières, Dore-l’Église, Saint-Just, Sauvessanges és Viverols községekkel határos.

## Népesség
A település népességének változása:
| Lakosok száma | 113  | 115  | 116  | 118  | 120  | 122  | 125  | 119  | 116  |
|               | 2013 | 2015 | 2016 | 2017 | 2018 | 2019 | 2020 | 2021 | 2022 |